# NGC 668
NGC 668 (również PGC 6502 lub UGC 1238) – galaktyka spiralna (Sb), znajdująca się w gwiazdozbiorze Andromedy około 200 milionów lat świetlnych od Ziemi. Odkrył ją Édouard Jean-Marie Stephan 4 grudnia 1880 roku.